# هربرت آلین
هربرت آلین (انگلیسی: Herbert Alleyne; ۵ مارس ۱۸۵۵ – ۲۵ نوامبر ۱۸۸۴) بازیکن فوتبال بود.